# Tilapia tholloni
Tilapia tholloni är en fiskart som först beskrevs av Sauvage, 1884.  Tilapia tholloni ingår i släktet Tilapia och familjen Cichlidae. IUCN kategoriserar arten globalt som livskraftig. Inga underarter finns listade i Catalogue of Life.